# NGC 6038
NGC 6038 ist eine 13,6 mag helle spiralförmige Radiogalaxie vom Hubble-Typ Sc im Sternbild Nördliche Krone nördlich des Himmelsäquators und etwa 426 Millionen Lichtjahre von der Milchstraße entfernt.
Sie wurde am 17. März 1787 vom deutsch-britischen Astronomen Wilhelm Herschel mit einem 18,7-Zoll-Spiegelteleskop entdeckt, der sie dabei mit „vF, S, R, discovered in gaging“ beschrieb.